# Władysław Młynek
Władysław Młynek (6. června 1930 Hrádek – 1. prosince 1997 Návsí) byl polský učitel, básník, spisovatel a aktivista polské menšiny na Těšínsku.

## Životopis
Byl nejstarším dítětem Jana Młynka, soustružníka v Třineckých železárnách a Anny roz. Rabinové. Matka se starala o malé hospodářství a výchovu dětí. Oba rodiče byli hudebně nadaní. V jejich domácnosti i při společných setkáních se zpívalo a hrálo. Během okupace Československa absolvoval základní školu v Hrádku. V letech 1945-1949 byl studentem Polského gymnázia v Českém Těšíně. Ve studiu pokračoval na Střední pedagogické škole v Orlové a poté na Pedagogickém institutu v Ostravě. Působil jako učitel v polských školách v Třinci, Hnojníku, Milíkově, Bukovci, Komorní Lhotce, Kamenitým a v Návsí, kde působil jako ředitel školy. Od roku 1978 byl uměleckým vedoucím mužského sboru Gorol v Jablunkově a od roku 1983 uměleckým ředitelem festivalul Gorolski Świeto. Divácké veřejnosti byl také známý jako Hadam z Drugi Jizby. Kromě toho byl konferenciérem Týdne beskydské kultury ve Wisle. Byl zakladatelem a ředitelem mnoha pěveckých sborů v Hrádku, Hnojníku, Komorní Lhotce, Oldřichovicích, Smilovicích a Jablunkově a také menších dětských sborů (Czantoryjki, Goroliczek). Od roku 1990 do roku 1993 byl předsedou hlavní výboru Polského kulturně osvětového svazu v České republice (PZKO) a v dalším období byl jeho místopředsedou. Aktivně pracoval ve folklorní sekci PZKO. Byl členem několika literárních organizací, mj. "Svazu polských spisovatelů" v České republice. Patřil k zakládajícím členům "Hornoslezské literární společnosti (Górnośląskie Towarzystwo Literackie) v Katovicích. V letech 1992-1993 byl šéfredaktorem měsíčníku Zwrot. Zemřel náhle 1. prosince 1997 v Návsí, kde strávil většinu svého života. Jeho dcerou je zpěvačka Halina Młynkowa.

## Tvorba
Jeho literární tvorba je v poezii i próze psaná jak v literárním jazyce tak v dialektu. Jeho divadelní hry napsané dialektem pro dospělé i pro děti jsou velmi populární. Problematice rodného Těšínska, lidové kultuře a rodnému jazyku zůstal věrný po celý život.

### Samostatné publikace
- W starym geplu – poéma
- Dniczki bez minut – lyricko-epický příběh
- Koło, koło młyński – sbírka dětských básní (1979)
- Śpiewające zbocza – póza (1989)
- Śpiywy zza Olzy (1983) – poezie
- Droga przez siebie –poezie(1992)

### Antologie s jeho tvorbou
- Mrowisko (1964)
- Zaprosiny do stołu (1978)
- Słowa i krajobrazy (1980)
- Suita zaolziańska (1985)
- Na cieszyńskiej ziemi (1985)
- Zaproszenie do źródła (1987)
- Samosiewy (1988)
- Z biegiem Olzy (1990)

### Divadelní hry pro děti
- „Ziarnko paproci”, „Nasza szkoła”, „Złotogłowiec”, „Cudowny owoc”, „Księżniczka Prawda”,

### Divadelní hry pro dospělé
- „Małżeństwo w gipsie”, „Piąte koło”, ”Z deszczu pod rynne”, „Zolyty”, „U nas dóma”,”Tako miłość”

## Vyznamenání a ocenění
- Bronzová medaile "Polskiego Związku Chórów i Orkiestr v Varšavě" za uměleckou činnost
- Zlatá medaile PZKO „Za zasługi” za celoživotní společensko-kulturní činnost .
- Vyznamenání „Zasłużony dla Kultury Polskiej” (1978 r.) za probagaci lidové kultury
- Ocenění Oskara Kolberga.